# Marta Dávila
Marta Dávila (ur. 27 października 1981) – chilijska judoczka.
Startowała w Pucharze Świata w 2014 i 2015. Brązowa medalistka mistrzostw panamerykańskich w 2000, a także mistrzostw Ameryki Południowej w 2000 i 2001 roku.